# Festival Docu de Wakefield
Le Festival Docu de Wakefield est un festival de cinéma annuel organisé à Wakefield, Québec, qui met en scène une programmation de films documentaires. Le festival se déroule chaque année en février au Centre Wakefield, et projette des films tous les week-ends pendant tout le mois.
À l'occasion de la projection en 2018 du film documentaire California Typewriter, le résident d'Ottawa Stephen Hendrie a organisé une exposition de sa propre collection de machines à écrire vintage.